# Rejectaria villosa
Rejectaria villosa is een vlinder uit de familie van de spinneruilen (Erebidae). De wetenschappelijke naam van de soort werd voor het eerst geldig gepubliceerd in 1891 door Druce.